# Powódź w Tennessee (2010)
Powódź w stanie Tennessee w maju 2010, nazwana w USA powodzią tysiąclecia, wystąpiła w środkowej i zachodniej części stanu Tennessee oraz w zachodnim Kentucky i północnym Missisipi w wyniku ulewnych deszczów 1 i 2 maja 2010.

## Ofiary
Dwadzieścia ofiar odnotowano w Tennessee, w tym 10 w hrabstwie Davidson.
W północnym Missisipi zginęło 6 osób, a 4 w Kentucky.